# Santa Clara (Coimbra)
Santa Clara é uma parte da cidade portuguesa e do Município de Coimbra, que foi sede da extinta Freguesia de Santa Clara, freguesia que tinha 10,16 km² de área e 9 929 habitantes (2011) e, por isso, uma densidade populacional de 977,3 hab./km². Está situada na margem esquerda do rio Mondego sendo uma das maiores aglomerações populacionais da cidade de Coimbra. Criada em 1855, a freguesia era também conhecida pelo nome de São Francisco ou São Francisco da Ponte.
A freguesia foi extinta em 2013, no âmbito de uma reforma administrativa nacional, agregando a freguesia de Castelo Viegas, para formar uma nova freguesia denominada União das Freguesias de Santa Clara e Castelo Viegas da qual é a sede.

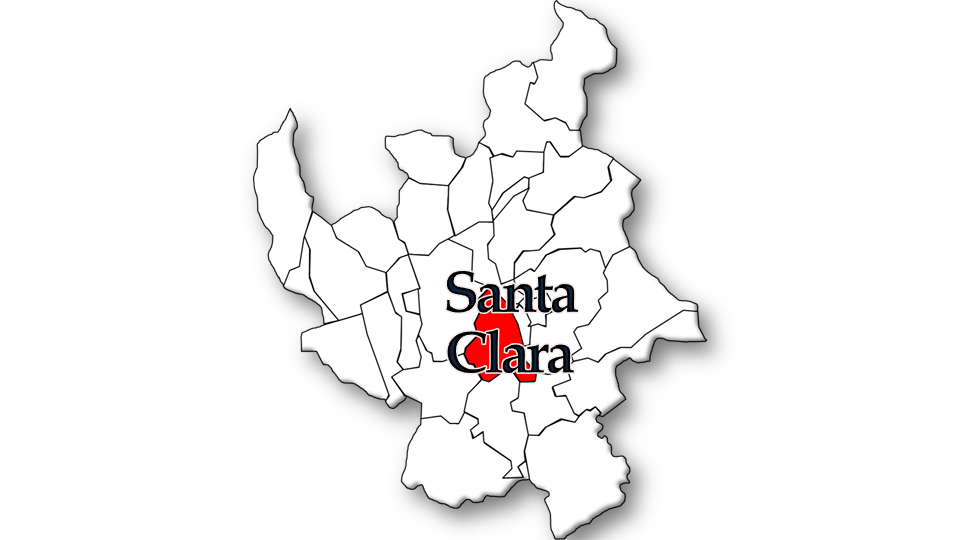
Localização no Município de Coimbra

## População

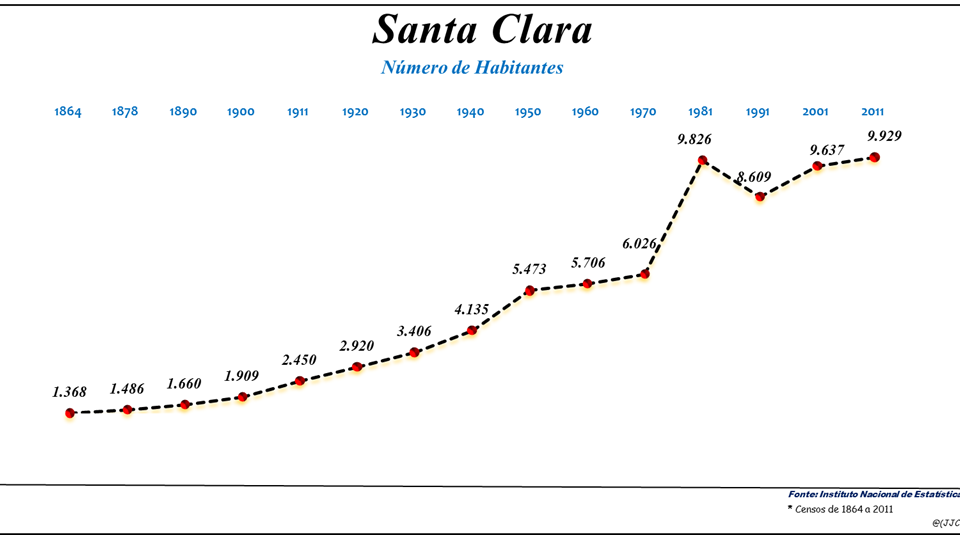
Evolução da População (1864 / 2011)

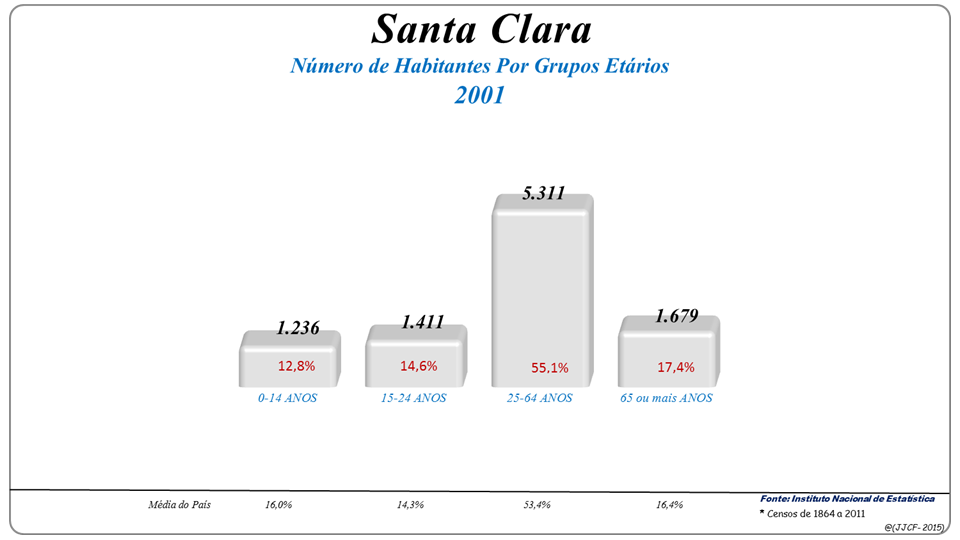
Grupos Etários (2001 e 2011)

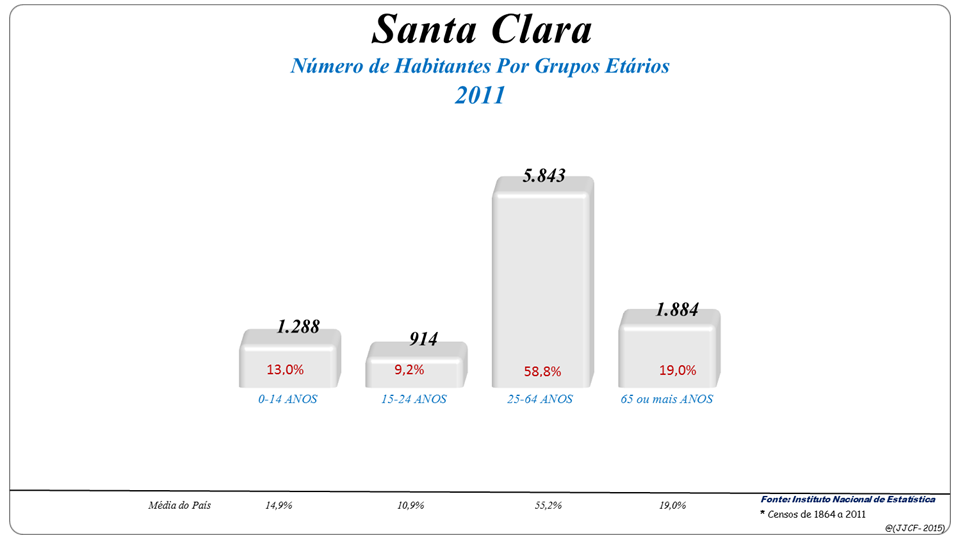
Grupos Etários (2001 e 2011)

| População da freguesia de Santa Clara | População da freguesia de Santa Clara | População da freguesia de Santa Clara | População da freguesia de Santa Clara | População da freguesia de Santa Clara | População da freguesia de Santa Clara | População da freguesia de Santa Clara | População da freguesia de Santa Clara | População da freguesia de Santa Clara | População da freguesia de Santa Clara | População da freguesia de Santa Clara | População da freguesia de Santa Clara | População da freguesia de Santa Clara | População da freguesia de Santa Clara | População da freguesia de Santa Clara |
| ------------------------------------- | ------------------------------------- | ------------------------------------- | ------------------------------------- | ------------------------------------- | ------------------------------------- | ------------------------------------- | ------------------------------------- | ------------------------------------- | ------------------------------------- | ------------------------------------- | ------------------------------------- | ------------------------------------- | ------------------------------------- | ------------------------------------- |
| 1864                                  | 1878                                  | 1890                                  | 1900                                  | 1911                                  | 1920                                  | 1930                                  | 1940                                  | 1950                                  | 1960                                  | 1970                                  | 1981                                  | 1991                                  | 2001                                  | 2011                                  |
| 1 368                                 | 1 486                                 | 1 660                                 | 1 909                                 | 2 450                                 | 2 920                                 | 3 406                                 | 4 135                                 | 5 473                                 | 5 706                                 | 6 026                                 | 9 826                                 | 8 609                                 | 9 637                                 | 9 929                                 |

## Património
- Mosteiro de Santa Clara-a-Nova onde está situada a Igreja e o túmulo da Rainha Santa Isabel, claustro e coros
- Mosteiro de Santa Clara-a-Velha
- Quinta das Canas (incluindo a Lapa dos Esteios)
- Gruta dos Alqueves
- Quinta das Lágrimas onde se situa o palácio homónimo
- Casa do Forno
- Quinta da Copeira
- Convento de São Francisco (Coimbra)
- Aqueduto de Santa Clara (Coimbra)
- Portugal dos Pequenitos